# Kromhurken
De Kromhurken is een natuurgebied dat zich bevindt ten zuiden van de Noord-Brabantse plaats Bergeijk, gelegen nabij de Looerheideweg.
Het gebied ligt aan het riviertje de Keersop en wordt beheerd door Staatsbosbeheer. Het gebied is geklasseerd als natte natuurparel. In de Keersop komt de beekprik voor. Omstreeks 2008 werd de Keersop hier, in het kader van beekherstel, weer van meanders voorzien.
Het gebied is erg drassig, en er komt elzenbroek voor. Een van de zeldzame plantensoorten in dit gebied is de slangenwortel.